# Noche (álbum)
Noche es el segundo álbum de estudio del famoso grupo argentino Bandana; fue lanzado en 2002 en Argentina y España; vendiendo casi un millón de copias. En España, este álbum se llama Bandana, y contiene una recopilación del primer y segundo álbum lanzados en Argentina, Reemplazando Mio y A Donde Vas por Necesito Tu Amor y Nadie Como Yo, respectivamente.
Este Disco fue nominado a los premios Gardel.

## Ventas
El álbum en la actualidad lleva vendidas casi 1 000 000 de copias de Noche en la Argentina.[cita requerida]

## Lista de canciones
1. "Llega la noche" (Fernando López Rossi, Afo Verde, Pablo Durand) – 3:09
2. "Un demonio" (Marcela Morelo, Rodolfo Lugo, Afo Verde) – 3:14
3. "Necesito tu amor" (Fernando López Rossi) – 3:34
4. "Nadie como Yo" (Marcela Morelo, Rodolfo Lugo) – 3:11
5. "Voy a Buscar" (Pablo Durand, Afo Verde, Fernando López Rossi) – 3:11
6. "Se Fue" (Pablo Durand, Afo Verde) – 3:22
7. "Sigo aquí" (Fernando López Rossi, Afo Verde, Pablo Durand) – 3:34
8. "Tu Momento" (Lourdes Fernández, Javier Gutiérrez) – 2:30
9. "Aquí Estoy" (Carolína de la Muela, Virginia da Cunha) – 4:55
10. "Disco Baby" (Pablo Durand, Afo Verde) – 2.59
11. "Hoy Empieza" (Afo Verde, Valeria Gastaldi, Pablo Durand, Fernándo López Rossi) - 3:51
12. "Stayin' Alive" (Andy Gibb, Versión en español: Afo Verde, Fernándo López Rossi, Pablo Durand) - 4:26

## Edición España y México
1. Guapas (Lourdes Fernández, Pablo Durand, Afo Verde, Magalí Bachor, Agustín Echevarria) 3.12
2. Como puede ser (Fernándo López Rossi) 3.18
3. Cuídame (Pablo Durand - Afo Verde) 4.04
4. Doce Horas (Pablo Durand - Afo Verde) 3.58
5. Maldita Noche (Pablo Durand - Afo Verde) 3.24
6. Si mi corazón se pierde (Fernándo López Rossi) 4.08
7. Nunca Más (Pablo Durand - Afo Verde) 3.31
8. Necesito tu amor (Fernando López Rossi) – 3:34
9. Nadie como Yo (Marcela Morelo, Rodolfo Lugo) – 3:11
10. Bajo la Lluvia (José Luis Arroyave) 3.47
11. Bésame Otra Vez (Pablo Durand - Afo Verde)3.05
12. Vivir Intentando (Pablo Durand - Afo Verde - Betina Sancha) 5.13

### Álbum
| Listas                | Posición | Certificación |
| --------------------- | -------- | ------------- |
| Argentina Album Chart | 1        | 3x Platino    |

## Certificaciones
- Ventas Argentina: 350,000[cita requerida] (3x Platino)
- Ventas mundiales: 850.000

- Datos: Q6044126